# یاسایدین
یاسایدین (به انگلیسی: Jaceidin) با فرمول شیمیایی C۱۸H۱۶O۸ یک ترکیب شیمیایی با شناسه پاب‌کم ۵۴۶۴۴۶۱ است. که جرم مولی آن ۳۶۰٫۳۱ g/mol می‌باشد. 